# Bolgár uralkodók házastársainak listája

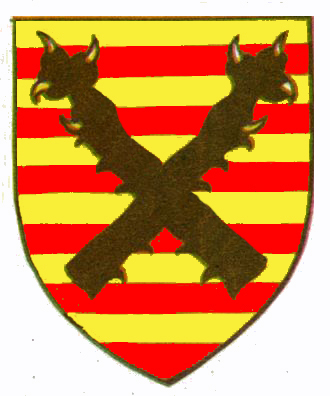
A második középkori Bolgár Birodalom címere

A bolgár uralkodók házastársainak listáját tartalmazza az alábbi táblázat 852-től 1396-ig és 1889-től 1946-ig.

## Az első középkori Bolgár Birodalom

### Krum-dinasztia, Preszlav székhellyel, 852–969
| Képe | Címere | Neve                   | Apja                                      | Születése | Házassága | Uralkodói hitvessé válása | Uralkodói hitvesi terminus vége | Halála | Házastársa       |
| ---- | ------ | ---------------------- | ----------------------------------------- | --------- | --------- | ------------------------- | ------------------------------- | ------ | ---------------- |
| –    |        | Mária kánné            | N. N.                                     | ?         | ?         | 852 férje trónra lépte    | 889 férje trónfosztása          | ?      | I. Borisz        |
| –    |        | Szurszuvul Mária cárné | Georgi Szurszuvul                         | ?         | ?         | 893 férje trónra lépte    | 927. május 27. férje halála     | ?      | I. (Nagy) Simeon |
| –    |        | Lekapené Irén cárné    | Hrisztophorosz Lekapenosz bizánci császár | ?         | ?         | 927 férje cárrá válása    | 969                             | ?      | I. (Szent) Péter |

### (Első) Sisman-dinasztia, Ohrid székhellyel, 976–1018
| Képe | Címere | Neve                            | Apja                              | Születése | Házassága | Uralkodói hitvessé válása | Uralkodói hitvesi terminus vége | Halála | Házastársa       |
| ---- | ------ | ------------------------------- | --------------------------------- | --------- | --------- | ------------------------- | ------------------------------- | ------ | ---------------- |
| –    |        | Ágota cárné                     | Joannész Hrüszéliosz, Durazzo ura | ?         | ?         | 976 férje cárrá válása    | 1014. október 6. férje halála   | ?      | I. (Nagy) Sámuel |
| –    |        | Árpád-házi (Judit/Margit) cárné | Géza magyar fejedelem (Árpád-ház) | ?         | ?         | 1014 férje cárrá válása   | 1015. május 22. férje halála    | ?      | Gavril Radomir   |
| –    |        | Mária cárné                     | N. N.                             | ?         | ?         | 1015 férje cárrá válása   | 1018. február férje halála      | ?      | Iván Vladiszláv  |

## A második középkori Bolgár Birodalom, Tirnovo székhellyel

### Aszen-dinasztia, 1186–1393
| Képe                                                                 | Címere                                                               | Neve                                                                 | Apja                                                                                    | Születése                                                            | Házassága                                                                  | Uralkodói hitvessé válása                                                  | Uralkodói hitvesi terminus vége                                            | Halála                                                               | Házastársa         |
| -------------------------------------------------------------------- | -------------------------------------------------------------------- | -------------------------------------------------------------------- | --------------------------------------------------------------------------------------- | -------------------------------------------------------------------- | -------------------------------------------------------------------------- | -------------------------------------------------------------------------- | -------------------------------------------------------------------------- | -------------------------------------------------------------------- | ------------------ |
| –                                                                    |                                                                      | Ilona cárné                                                          | N. N.                                                                                   | ?                                                                    | 1183                                                                       | 1186. férje cárrá válása                                                   | 1196 férje halála                                                          | ?                                                                    | I. Iván Aszen      |
| –                                                                    |                                                                      | Kun Anna cárné                                                       | N., kun előkelő                                                                         | ?                                                                    | ?                                                                          | 1197 férje trónra lépte                                                    | 1207. október 8. férje halála                                              | ?                                                                    | Kaloján            |
| –                                                                    | 1207/08                                                              | 1207/08                                                              | N., kun előkelő                                                                         | ?                                                                    | ? eltaszítva                                                               | Boril                                                                      |                                                                            | ?                                                                    |                    |
| –                                                                    |                                                                      | Courtenay (Erzsébet) cárné                                           | I. Péter konstantinápolyi latin császár (Courtenay-ház, Capeting-ház)                   | 1199                                                                 | 1213                                                                       | 1213                                                                       | 1218 férje trónfosztása                                                    | 1269 után                                                            |                    |
| –                                                                    |                                                                      | Aniszia (Anna) cárné                                                 | N. N.                                                                                   | ?                                                                    | ?                                                                          | 1218 férje trónra lépte                                                    | ? válás                                                                    | ?                                                                    | II. Iván Aszen     |
| –                                                                    |                                                                      | Árpád-házi Anna Mária cárné                                          | II. András magyar király (Árpád-ház)                                                    | 1204 (körül)                                                         | 1219/1221. január/1222                                                     | 1219/1221. január/1222                                                     | 1237                                                                       | 1237                                                                 | II. Iván Aszen     |
|                                                                      |                                                                      | Angelina Irén cárné                                                  | I. Theodórosz thesszalonikéi császár és epiruszi despota (Angelosz-dinasztia)           | 1220 előtt                                                           | 1237/38                                                                    | 1237/38                                                                    | 1241. június 24. körül férje halála                                        | 1246. november után                                                  | II. Iván Aszen     |
| Nem nősült meg, uralkodása alatt nem volt uralkodói hitves 1241–1246 | Nem nősült meg, uralkodása alatt nem volt uralkodói hitves 1241–1246 | Nem nősült meg, uralkodása alatt nem volt uralkodói hitves 1241–1246 | Nem nősült meg, uralkodása alatt nem volt uralkodói hitves 1241–1246                    | Nem nősült meg, uralkodása alatt nem volt uralkodói hitves 1241–1246 | Nem nősült meg, uralkodása alatt nem volt uralkodói hitves 1241–1246       | Nem nősült meg, uralkodása alatt nem volt uralkodói hitves 1241–1246       | Nem nősült meg, uralkodása alatt nem volt uralkodói hitves 1241–1246       | Nem nősült meg, uralkodása alatt nem volt uralkodói hitves 1241–1246 | I. Kálmán          |
| –                                                                    |                                                                      | Rurik (Erzsébet) (Anna) cárné                                        | III. Rosztyiszlav kijevi nagyfejedelem (Rurik-dinasztia)                                | 1243 után                                                            | 1255                                                                       | 1255                                                                       | 1256 férje meggyilkolása                                                   | 1296/8                                                               | II. Mihály         |
| –                                                                    | 1256                                                                 | 1256                                                                 | III. Rosztyiszlav kijevi nagyfejedelem (Rurik-dinasztia)                                | 1243 után                                                            | 1257 férje meggyilkolása                                                   | II. Kálmán                                                                 |                                                                            | 1296/8                                                               |                    |
| –                                                                    |                                                                      | Aszenina Mária cárné                                                 | II. Iván Aszen bolgár cár (Aszen-dinasztia)                                             | ?                                                                    | ?                                                                          | 1256 férje trónra lépte                                                    | 1257 férje trónfosztása                                                    | ?                                                                    | Mico               |
|                                                                      |                                                                      | Laszkarina Irén cárné                                                | II. Theodórosz nikaiai császár (Laszkarisz-dinasztia)                                   | -                                                                    | 1258                                                                       | 1258                                                                       | 1269                                                                       | 1269                                                                 | I. Konstantin      |
|                                                                      |                                                                      | Kantakuzéna Mária cárné                                              | Jóannész Kantakuzénosz (Kantakuzénosz-ház)                                              | –                                                                    | 1269                                                                       | 1269                                                                       | 1277 férje halála                                                          | ?                                                                    | I. Konstantin      |
| 1277/78                                                              | 1277/78                                                              | Kantakuzéna Mária cárné                                              | Jóannész Kantakuzénosz (Kantakuzénosz-ház)                                              | –                                                                    | 1279 férje trónfosztása                                                    | Ivajlo                                                                     |                                                                            | ?                                                                    |                    |
| –                                                                    |                                                                      | Palaiologina Irén cárné                                              | VIII. Mikhaél bizánci császár (Palaiologosz-dinasztia)                                  | 1255/58                                                              | 1278                                                                       | 1279 férje trónra lépte                                                    | 1280 férje trónfosztása                                                    | ?                                                                    | III. Iván Aszen    |
| –                                                                    |                                                                      | Terter Mária cárné                                                   | ? Jakov Szvetoszláv bolgár cár                                                          | ?                                                                    | ?                                                                          | 1280 1284                                                                  | 1280 válás 1292 férje trónfosztása                                         | ?                                                                    | I. György          |
| –                                                                    |                                                                      | Aszenina Kira Mária cárné                                            | Mico bolgár cár (Aszen-dinasztia)                                                       | ?                                                                    | 1280                                                                       | 1280                                                                       | 1284 válás                                                                 | ?                                                                    | I. György          |
| –                                                                    |                                                                      | Palaiologina N. cárné                                                | Konsztantinosz Palaiologosz szebasztokrátor (Palaiologosz-dinasztia)                    | ?                                                                    | 1292 előtt                                                                 | 1292 férje trónra lépte                                                    | 1298 férje halála                                                          | 1306 után                                                            | Szmilec            |
| –                                                                    |                                                                      | Terter Ilona cárné                                                   | I. György bolgár cár (Terter-ház)                                                       | ?                                                                    | 1285 körül                                                                 | 1299 férje trónra lépte                                                    | 1300 férje meggyilkolása                                                   | 1308 után                                                            | Csaka              |
| –                                                                    |                                                                      | Eufrozina cárné                                                      | Mankus konstantinápolyi kereskedő                                                       | ?                                                                    | 1394/95                                                                    | 1300 férje trónra lépte                                                    | ?                                                                          | ?                                                                    | Teodor Szvetoszláv |
| –                                                                    |                                                                      | Palaiologina Teodóra cárné                                           | IX. Mihály bizánci császár (Palaiologosz-dinasztia)                                     | 1301 körül                                                           | 1320                                                                       | 1320                                                                       | 1322 férje lemondása                                                       | 1330 után                                                            | Teodor Szvetoszláv |
| –                                                                    |                                                                      | Nemanjić Anna cárné                                                  | II. István Uroš szerb király (Nemanjić-dinasztia)                                       | ?                                                                    | 1308 után                                                                  | 1323. június férje megválasztása                                           | 1324 válás                                                                 | 1346 után                                                            | III. Mihály        |
| –                                                                    |                                                                      | Palaiologina Teodóra újra cárné                                      | IX. Mihály bizánci császár (Palaiologosz-dinasztia)                                     | 1301 körül                                                           | 1324. augusztus után                                                       | 1324. augusztus után                                                       | 1330. július 28. férje halála                                              | 1330 után                                                            | III. Mihály        |
| –                                                                    |                                                                      | Tarantói Ágnes címzetes cárné                                        | I. Fülöp tarantói herceg és címzetes konstantinápolyi császár (Anjou-ház, Capeting-ház) | ?                                                                    | 1336/1355 házasságkötése férje 1331-es trónfosztása után 1373 férje halála | 1336/1355 házasságkötése férje 1331-es trónfosztása után 1373 férje halála | 1336/1355 házasságkötése férje 1331-es trónfosztása után 1373 férje halála | ?                                                                    | Iván István        |
| –                                                                    |                                                                      | Baszarab Teodóra cárné                                               | I. Basarab havasalföldi fejedelem (Basarab-ház)                                         | 1302 körül                                                           | 1320 (körül)                                                               | 1331 férje cárrá választása                                                | 1347. szeptember 1. előtt válás                                            | 1347 után                                                            | Iván Sándor        |
|                                                                      |                                                                      | II. Teodóra cárné                                                    | N. N., (velencei) zsidó származású                                                      | 1326 körül                                                           | 1347/48                                                                    | 1347/48                                                                    | 1367 után                                                                  | 1367 után                                                            | Iván Sándor        |
| –                                                                    |                                                                      | Palaiologina Mária (Irén) cárné                                      | III. Andronikosz bizánci császár (Palaiologosz-dinasztia)                               | ?                                                                    | 1336/37                                                                    | 1336/37                                                                    | 1354 férje halála                                                          | 1356 után                                                            | IV. Mihály         |
| –                                                                    |                                                                      | Kira Mária (Debóra) cárné                                            | Desziszláv                                                                              | 1353                                                                 | ?                                                                          | 1371. február 17. férje trónra lépte                                       | 1380 körül                                                                 | 1380 körül                                                           | Iván Sisman        |
|                                                                      |                                                                      | Lazarevics Mária (Dragana) cárné                                     | I. Lázár szerb cár (Lazarevics-dinasztia)                                               | ?                                                                    | 1389                                                                       | 1389                                                                       | 1393 férje trónfosztása                                                    | 1395. július előtt                                                   | Iván Sisman        |

## A második középkori Bolgár Birodalom, Vidin székhellyel

### Vegyesházi uralkodók, 1257–1277 és 1356–1396
| Képe | Címere | Neve                      | Apja                                                  | Születése  | Házassága | Uralkodói hitvessé válása                              | Uralkodói hitvesi terminus vége                        | Halála                              | Házastársa        |
| ---- | ------ | ------------------------- | ----------------------------------------------------- | ---------- | --------- | ------------------------------------------------------ | ------------------------------------------------------ | ----------------------------------- | ----------------- |
| –    |        | Árpád-házi Anna cárné     | IV. Béla magyar király (Árpád-ház)                    | 1226/27    | 1243      | 1257 férje trónra lépte                                | 1262 férje halála                                      | 1285 körül                          | Rosztiszláv       |
| –    |        | Laszkarina Teodóra cárné  | II. Theodórosz nikaiai császár (Laszkarisz-dinasztia) | ?          | ?         | 1262 férje trónra lépte                                | 1270 előtt                                             | 1270 előtt                          | Jakov Szvetoszláv |
| –    |        | Árpád-házi N. cárné       | V. István magyar király (Árpád-ház)                   | ?          | 1270      | 1270                                                   | 1271                                                   | 1271                                | Jakov Szvetoszláv |
| –    |        | Baszarab Anna cárné       | Miklós Sándor havasalföldi fejedelem (Basarab-ház)    | 1341 körül | 1355      | 1356 férje trónra lépte 1369 férje újbóli trónra lépte | 1365 férje trónfosztása 1396 férje újbóli trónfosztása | ?                                   | Iván Szracimir    |
|      |        | Kotromanić Erzsébet cárné | II. István bosnyák bán (Kotromanić-ház)               | 1339/40    | 1353      | 1365 férje trónra lépte                                | 1369 férje lemondása                                   | 1387. január 16. körül megfojtották | I. (Anjou) Lajos  |

## Az újkori Bolgár Birodalom, Szófia székhellyel

### Battenberg-ház, 1879–1886
| Képe | Címere | Neve                                   | Apja                              | Születése                  | Házassága                                                                                              | Uralkodói hitvessé válása                                                                              | Uralkodói hitvesi terminus vége                                                                        | Halála           | Házastársa |
| ---- | ------ | -------------------------------------- | --------------------------------- | -------------------------- | --- | --- | --- | ---------------- | ---------- |
|      |        | Johanna Loisinger címzetes fejedelemné | Johann Loisinger von St. Leonhard | 1865. április 18., Pozsony | 1889. február 6., Menton házasságkötése férje 1886-os lemondatása után 1893. november 17. férje halála | 1889. február 6., Menton házasságkötése férje 1886-os lemondatása után 1893. november 17. férje halála | 1889. február 6., Menton házasságkötése férje 1886-os lemondatása után 1893. november 17. férje halála | 1951. július 20. | I. Sándor  |

### Szász-Coburg-Gotha-ház, 1887–1946
| Képe | Címere | Neve                                                            | Apja                                                      | Születése           | Házassága | Uralkodói hitvessé válása | Uralkodói hitvesi terminus vége | Halála               | Házastársa   |
| ---- | ------ | --------------------------------------------------------------- | --------------------------------------------------------- | ------------------- | --- | --- | --- | -------------------- | ------------ |
|      |        | Bourbon–parmai Mária Lujza fejedelemné                          | I. Róbert parmai herceg (Bourbon-ház, Capeting-ház)       | 1870. január 17.    | 1893. április 20., Villa Pianore, Capezzano Pianore, Camaiore mellett | 1893. április 20., Villa Pianore, Capezzano Pianore, Camaiore mellett | 1899. január 31. | 1899. január 31.     | I. Ferdinánd |
|      |        | Reuss–Köstritzi Eleonóra fejedelemné majd cárné                 | IV. Henrik reuss–köstritzi herceg (Reuss–Köstritz-ház)    | 1860. augusztus 22. | 1908. február 28., Coburg házasságkötése 1908. október 5. férje felveszi a cári címet | 1908. február 28., Coburg házasságkötése 1908. október 5. férje felveszi a cári címet | 1917. szeptember 12. | 1917. szeptember 12. | I. Ferdinánd |
|      |        | Savoyai Johanna cárné                                           | III. Viktor Emánuel olasz király (Savoyai-ház)            | 1907. november 13.  | 1930. október 25., Assisi | 1930. október 25., Assisi | 1943. augusztus 28. férje halála | 2000. február 26.    | III. Borisz  |
|      |        | Margarita Gómez-Acebo y Cejuela címzetes cárné miniszterelnökné | Manuel Gómez-Acebo, Cortina őrgrófja (Gómez-Acebo család) | 1935. január 6.     | 1962. január 21., Lausanne Házasságkötése férje 1946-os lemondatása után 2001.július 24. Férje Bulgária miniszterelnöke lett. 2005. augusztus 16. Férje miniszterelnöki megbízatása véget ért. | 1962. január 21., Lausanne Házasságkötése férje 1946-os lemondatása után 2001.július 24. Férje Bulgária miniszterelnöke lett. 2005. augusztus 16. Férje miniszterelnöki megbízatása véget ért. | 1962. január 21., Lausanne Házasságkötése férje 1946-os lemondatása után 2001.július 24. Férje Bulgária miniszterelnöke lett. 2005. augusztus 16. Férje miniszterelnöki megbízatása véget ért. | élő                  | II. Simeon   |

## Külső hivatkozások
- Marek, Miroslav: The House of Krum. (Hozzáférés: 2014. december 9.)
- Marek, Miroslav: Macedonian dynasty Genealogy. (Hozzáférés: 2014. december 9.)
- Marek, Miroslav: The House of Aseniden. (Hozzáférés: 2014. december 9.)
- Marek, Miroslav: The Tich family. (Hozzáférés: 2014. december 9.)
- Marek, Miroslav: The Terter family. (Hozzáférés: 2014. december 9.)
- Marek, Miroslav: The House of Shishman. (Hozzáférés: 2014. december 9.)
- Marek, Miroslav: Brabant/Hessen/Battenberg. (Hozzáférés: 2014. december 9.)
- Marek, Miroslav: Wettin/Sachsen-Coburg-Gotha. (Hozzáférés: 2014. december 9.)
- Cawley, Charles: Bulgaria Kings Genealogy. (Hozzáférés: 2014. december 9.)
- Theroff, Paul: Bulgaria. (Hozzáférés: 2014. december 9.)